# Józef Szułdrzyński
Józef Szułdrzyński (ur. 3 grudnia 1801, zm. 10 lipca 1859 w Poznaniu) – ziemianin, działacz gospodarczy i społeczny.

## Życiorys
Syn Mateusza, który był właścicielem małego folwarku koło Zbąszynia oraz Anny (z domu Mildebrandt). Nie ma wiadomości o jego wykształceniu. W powiecie wrzesińskim dzierżawił początkowo Gułtowy i był zarządcą majątków Adolfa Bnińskiego w powiecie średzkim. Później nabył dwa folwarki w okolicach Grodziska i Opalenicy. 
W 1831 działał w intendenturze w armii polskiej, ale prawdopodobnie nie brał udziału w walkach. Później pośredniczył w handlu majątkami, a w 1835 nabył Lubasz w powiecie czarnkowskim, gdzie osiedlił się na stałe. Angażował się w tworzenie kasyn i towarzystw rolniczych oraz w Ziemstwie Kredytowym. Współpracował z Karolem Marcinkowskim przy powoływaniu Hotelu Bazar i Towarzystwa Naukowej Pomocy dla Młodzieży Wielkiego Księstwa Poznańskiego. Uczestniczył również w pracach komitetów, których celem było utworzenie Teatru Polskiego w Poznaniu, Banku Ziemskiego i innych instytucji. Uprawiał działalność charytatywną. 
W 1848 działał w komisji gospodarczej, która zajmowała się utrzymywaniem obozów powstańczych. W 1848 i 1849 uczestniczył w przygotowaniach wyborczych do sejmu pruskiego. W 1849 był członkiem pruskiej Izby Panów.
Zmarł  10 lipca 1859 w Poznaniu. Jego żoną była Elżbieta Okulicz. Pozostawił synów Władysława i Zygmunta. Trójka jego dzieci zmarła w młodym wieku.